# فلورنس پیو
فلورنس پیو (انگلیسی: Florence Pugh؛ زادهٔ ۳ ژانویهٔ ۱۹۹۶) بازیگر انگلیسی است. او نخستین بازیگریش را در سال ۲۰۱۴ با فیلم درام سقوط کردن آغاز کرد. پیو در سال ۲۰۱۶ با نقش اصلی یک عروس جوان در لیدی مکبث (۲۰۱۶) نگاه عموم را به خود جلب کرد و برندهٔ جایزهٔ فیلم ایندیپندنت بریتانیا شد. او در سال ۲۰۱۸ برای بازی در نقش اصلی مینی‌سریال دخترک درامر مورد تحسین منتقدان قرار گرفت.
موفقیت بین‌المللی پیو در سال ۲۰۱۹ و با به تصویر کشیدن کشتی‌گیر حرفه‌ای، پیج، در فیلم ورزشی زندگی‌نامه‌ای مبارزه با خانواده‌ام، زنی ناامید در فیلم ترسناک میدسامر و ایمی مارچ در درام تاریخی زنان کوچک رقم خورد. او برای زنان کوچک نامزد دریافت جایزهٔ اسکار بهترین بازیگر نقش مکمل زن شد. در جشنوارۀ فیلم کن ۲۰۱۹ جایزهٔ شوپارد به او اهدا شد.
پیو نقش یلنا بلووا را در دنیای سینمایی مارول ایفا کرده‌است که بیوهٔ سیاه (۲۰۲۱) نخستین فیلم آن بود. او در سال بعد، نقش اصلی فیلم هیجان‌انگیز نگران نباش عزیزم و درام شگفتی را ایفا کرد و صداپیشهٔ گلدیلاکس در پویانمایی گربه چکمه‌پوش: آخرین آرزو بود. پیو همچنین جین تاتلاک را در فیلم زندگی‌نامه‌ای اوپنهایمر (۲۰۲۳) اثر کریستوفر نولان به تصویر کشید که پرفروش‌ترین اکران او شد.

## اوایل زندگی
فلورنس پیو در ۳ ژانویه ۱۹۹۶ در آکسفورد به دنیا آمد. پدرش کلینتون صاحب رستوران و مادرش دبورا پیو رقصنده است. او سه خواهر و برادر دارد: بازیگر و موسیقی‌دان توبی سباستین؛ بازیگر اربلا گیبینز؛ و رافائلا «رافی» پیو. او از کودکی به تراکئومالاسی دچار بود و این بیماری منجر به بستری شدن مکرر در بیمارستان می‌شد. خانواده‌اش هنگامی که پیو سه ساله بود به سوتوگرانده در اسپانیا رفتند، به این امید که هوای گرم‌تر سلامتی او را بهبود بخشد. آن‌ها تا زمانی که پیو شش ساله بود در آنجا زندگی کردند و سپس به آکسفورد بازگشتند.
پیو در شش سالگی، در نمایش مولودی مدرسه در نقش مریم به روی صحنه رفت و برای این نقش با لهجهٔ یورکشایر صحبت کرد. او به‌طور خصوصی در مدرسهٔ ویچوود و مدرسهٔ سنت ادوارد، آکسفورد تحصیل کرد اما نحوه‌ای که مدارس از بلندپروازی‌های بازیگری او پشتیبانی نمی‌کردند را دوست نداشت.

## حرفه

### نقش‌های اولیه (۲۰۱۴–۲۰۱۸)

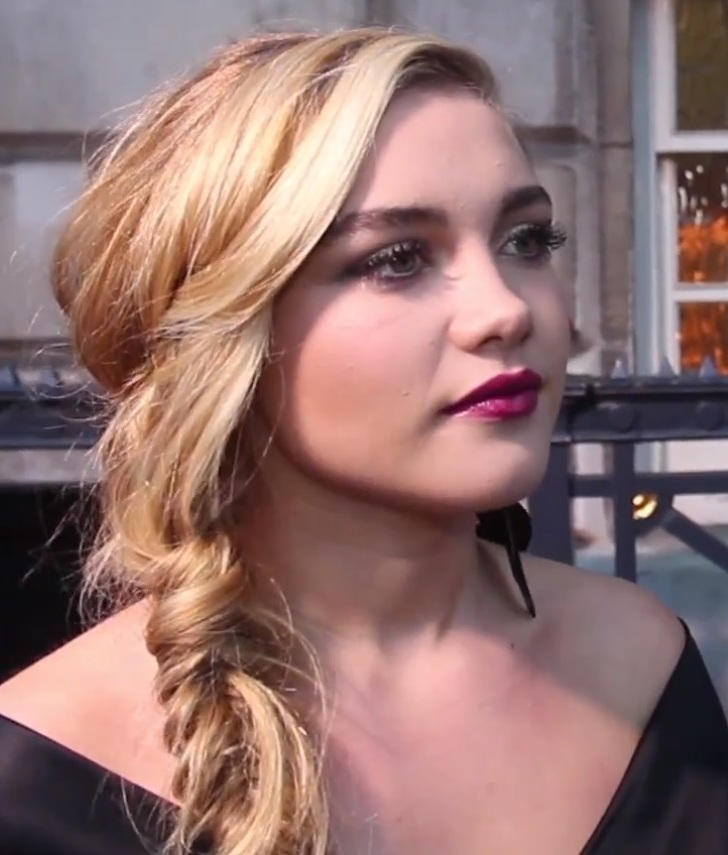
پیو در جشنواره فیلم لندن ۲۰۱۴

در حالی که پیو هنوز در دورهٔ آماده‌سازی برای دانشگاه مشغول به تحصیل بود، او بازیگری حرفه‌ای خود را در سال ۲۰۱۴ با ایفای نقش نقش نوجوانی استثنایی مقابل میسی ویلیامز در درام سقوط کردن آغاز کرد. تارا بردی از روزنامهٔ آیریش تایمزو الیور لیتلتون در وبگاه ایندی‌وایر سبک بازیگری او را چشمگیر و تماشایی قلمداد کردند. او در همان سال نامزد دریافت جایزهٔ بهترین تازه‌وارد بریتانیایی از جشنواره فیلم لندن و همچنین نامزد دریافت جایزهٔ ایفاکنندهٔ جوان بریتانیایی / ایرلندی سال از حلقه منتقدان فیلم لندن شد. او سال بعد برای بازی در نقش خواننده-ترانه‌سرا در قسمت آزمایشی درامندی استودیو سیتی انتخاب شد و اریک مک‌کورمک نقش پدرش را بازی می‌کرد این قسمت آزمایشی برای تبدیل به سریال انتخاب نشد. پیو بعدها تجربهٔ حضور در استودیو سیتی را به دلیل فشارها برای تغییر ظاهرش، منفی توصیف کرد.
در سال ۲۰۱۶، پیو در درام مستقل لیدی مکبث نقش اصلی را بازی کرد. این فیلم بر اساس رمان کوتاه لیدی مکبث از منطقهٔ متسنسک نوشتهٔ نیکلای لسکوف ساخته شد. او سپس در بخش نخست مجموعهٔ تلویزیونی کارآگاهی مارچلا از شبکهٔ آی‌تی‌وی ظاهر شد. او در لیدی مکبث نقش تازه‌عروس جوانی به‌نام کاترین را ایفا کرد که ازدواجش ناخوشایند بوده‌است. پیو گرایش به این نقش را به علاقهٔ شدیدش به شخصیت‌هایی نسبت داد که انگیزه‌های «گیج‌کننده یا دست کم باحال» دارند. به گفتهٔ پیو، استودیو سیتیباعث دلسردی او شده بود و مراحل تولید این فیلم باعث شد تا علاقه‌اش به سینما بیشتر شود. این نقش باعث شد تا پیو از طرف منتقدان تحسین شود؛ گای لاج از ورایتی در نقد و بررسی این فیلم، از ایفاگری پیچیده و زیر پوستی پیو قدردانی کرد. او برای این نقش جایزهٔ بیفای بهترین نقش‌آفرینی به‌وسیلهٔ بازیگر زن در فیلم مستقل بریتانیا را کسب کرد.
پیو در سال ۲۰۱۸ نامزد دریافت جایزهٔ ستارهٔ نوظهور بفتا از هفتاد و یکمین دوره جوایز بفتا شد. او در آن زمان مقابل شاه لیرِ آنتونی هاپکینز، نقش کوردلیا را در فیلم تلویزیونی شاه لیر ساختهٔ ریچارد ایر ایفا کرد. او سپس به‌منظور حمایت از طرح دیگر بس است در فیلم کوتاه لیدینگ لیدی پارتز ظاهر شد. پیو در همان سال نقش الیزابت دی برگ را در فیلم تاریخی پادشاه یاغی از شبکهٔ نتفلیکس به تصویر کشید. کریس پاین در نقش رابرت یکم اسکاتلند هم‌بازی او بود. چارلز برامسکو از روزنامهٔ گاردین، پیو را «علی‌رغم نقش بیهوده‌اش، بسیار عالی» دانست. او مدتی بعد در اقتباس مینی‌سریالی شش قسمتی از رمان جاسوسی دخترک درامر نوشتهٔ جان لوکاره ایفای نقش کرد. او در این فیلم نقش بازیگری زن را ایفا می‌کند که در دههٔ ۱۹۷۰ درگیر نقشه‌ای جاسوسی می‌شود. نقش‌آفرینی او با تحسین منتقدان همراه بود. ریچارد لوسون از ونتی فر در حالی که به‌طور کلی نسبت به این دیدگاه دوگانه‌ای داشت، پیو را در سراسر فیلم فوق‌العاده دانست و افزود که او «زیرکانه سادگی را با پیچیدگی، خرد را با ساده‌لوحی ترکیب می‌کند.»

### نقش برجسته و توجه منتقدان (۲۰۱۹–اکنون)
پیو در سال ۲۰۱۹ نقش اصلی سه فیلم مطرح را ایفا کرد و به بازیگری برجسته در جهان تبدیل شد. او نخست نقش کشتی‌گیر حرفه‌ای، پیج، را در کمدی-درام مبارزه با خانواده‌ام که در مورد زندگی حرفه‌ای پیچ بود، ایفا کرد. این فیلم در جشنواره فیلم ساندنس ۲۰۱۹ به نمایش درآمد و با نظرات مثبت همراه بود. جفری مکناب از ایندیپندنت او را در نقش این کشتی‌گیر «سرتاسر باورپذیر» توصیف کرد و افزود که پیو «همان سرکشی، زرق‌وبرق ناخوشایند و طنز خویشتن بیزاری مانند زندگی واقعی پیج» را نمایش داده‌است. پروژه بعدی پیو بازی در فیلم ترسناک میدسامر ساختهٔ آری استر بود. این فیلم داستان زوج آمریکایی با بازی خودش و جک رینور را روایت می‌کند که به سوئد سفر می‌کنند و با فرقه‌ای مواجه می‌شوند. منتقدان نقش‌آفرینی پیو از این شخصیت غمگین را تحسین کردند و دیوید ادلستین از نیویورک آن را «بسیار درخشان» توصیف کرد.

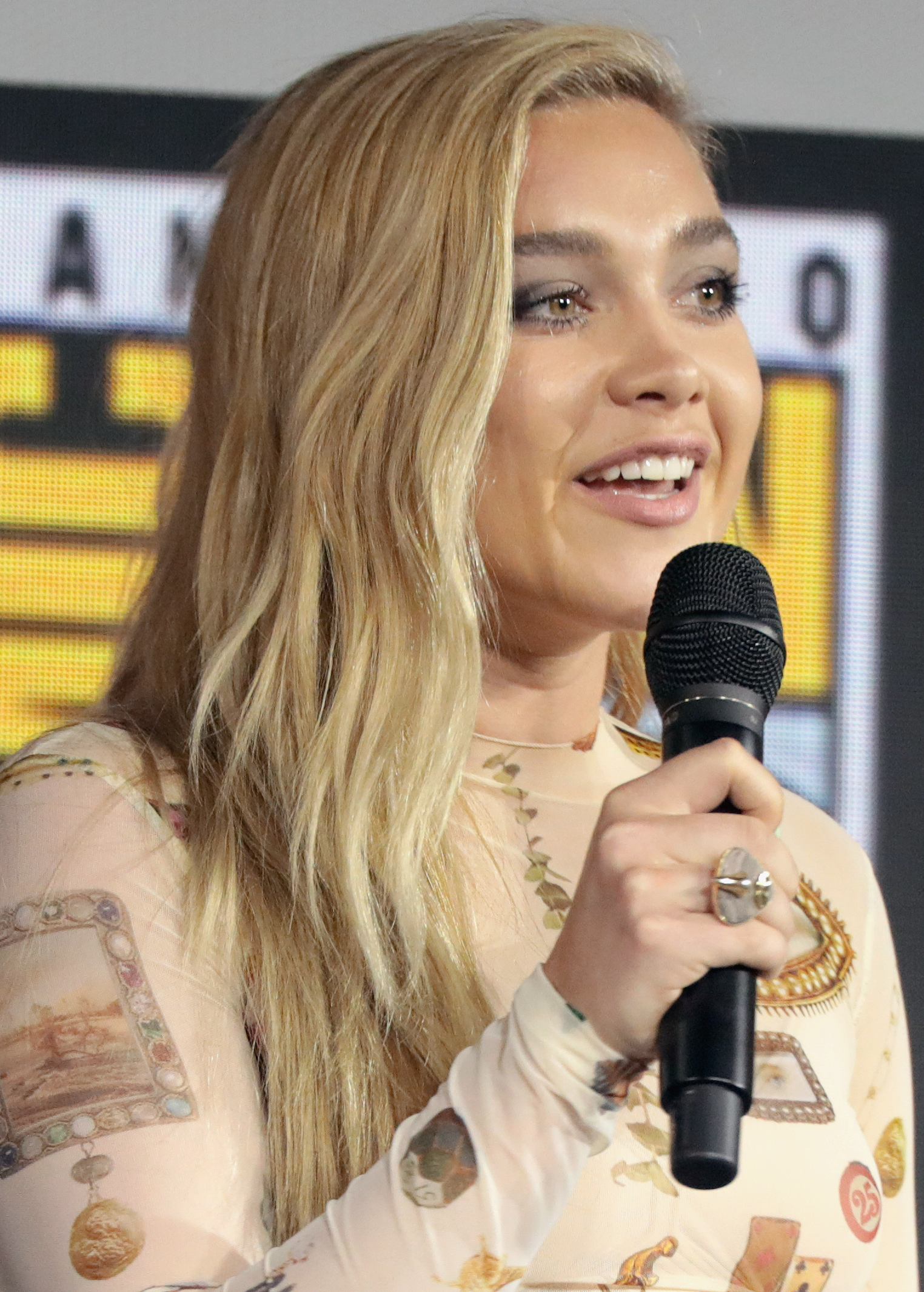
پیو در کامیک-کان سن دیگو ۲۰۱۹

زنان کوچک آخرین اکران پیو در آن سال بود. این فیلم به کارگردانی گرتا گرویگ، اقتباسی از رمان به همین نام نوشتهٔ لوییزا می الکات بود. او در آن نقش هنرمندی دمدمی‌مزاج به نام ایمی مارچ را از ۱۲ سالگی تا بزرگسالیش به تصویر کشید. پیو گفت این شخصیت در «نقطهٔ مطلوبی است که نمی‌داند چطور با احساسات خود کنار بیاید». پیو در حین فیلم‌برداری میدسامر بود و در تمرینات این فیلم شرکت نکرد. او معتقد بود این امر برای سفر شخصیتش مفید بوده‌است. این فیلم با استقبال منتقدان روبه‌رو شد و بیش از ۲۰۰ میلیون دلار فروش داشت. دیوید رونی از هالیوود ریپورتر «وقار آشتی‌جویانه، شوخ‌طبعی و میل لجبازانه که تقریباً رفته رفته به فرزانگی تبدیل می‌شود» را تحسین کرد و عقیده داشت که او با آن «تناقضات مشکل‌دار» این نقش را مدیریت کرد. او نامزد دریافت جوایز اسکار و بفتای بهترین بازیگر نقش مکمل زن شد.
پیو در فیلم ابرقهرمانی بیوهٔ سیاه (۲۰۲۱) از دنیای سینمایی مارول نقش جاسوسی به‌نام یلنا بلووا را ایفا کرد. او این فیلم را دربارهٔ «دخترانی که از سراسر جهان دزدیده می‌شوند» توصیف کرد. این فیلم نقدهای عموماً مثبتی از سوی منتقدان دریافت کرد؛ منتقدان نقش‌آفرینی متمایز پیو در فیلم را برجسته شمردند. کرین جیمز از بی‌بی‌سی کالچر، شخصیت او در این فیلم را «سرزنده‌ترین فرد در فیلم، زنده‌تر از اکثر شخصیت‌های فیلم‌های اکشن» توصیف کرد. او این نقش را همان سال بار دیگر در مجموعهٔ تلویزیونی ابرقهرمانی هاکای از شبکهٔ دیزنی پلاس ایفا کرد.
در سال ۲۰۲۲، پیو در فیلم هیجان‌انگیز روان‌شناختی نگران نباش عزیزم به کارگردانی اولیویا وایلد که داستانش در دهه ۱۹۵۰ کالیفرنیا روایت می‌شود، و فیلم شگفتی که اقتباسی از رمان به همین نام نوشتهٔ اما داناهیو است ایفای نقش کرد. حین فیلم‌برداری نگران نباش عزیزم، او ظاهراً با وایلد اختلاف نظر داشت و مقدار تبلیغاتش را برای این فیلم محدود کرد. نگران نباش عزیزم در هفتاد و نهمین دوره جشنواره بین‌المللی فیلم ونیز به نمایش درآمد که در آن منتقدان نقش‌آفرینی پیو را برتر از فیلم دانستند. در شگفتی که داستان آن در سال ۱۸۶۲ جریان دارد، او نقش پرستاری را ایفا می‌کند که مشغول تحقیق دربارهٔ معجزه‌ای است و بنا به گفتهٔ برخی این معجزه فراطبیعی است. کوین مهر از تایمز، نقش‌آفرینی «واضح و باورپذیر» پیو را نقطهٔ قوت این فیلم دانست. در آخرین اکرانش در آن سال، او گلدیلاکس را در فیلم پویانمایی دریم‌ورکس یعنی گربه چکمه‌پوش: آخرین آرزو صداپیشگی کرد که بیش از ۴۸۰ میلیون دلار در جهان فروش داشت.
فیلم درام یک آدم خوب (۲۰۲۳) ساختهٔ زک برف که پیو در آن نقش اصلی بازماندهٔ تصادف رانندگی را ایفا کرد، نخستین ورود او به حرفهٔ تهیه‌کنندگی بود. پیو به جای استفاده از کلاه گیس، موهای خود را برای این نقش کوتاه کرد. او همچنین برای موسیقی متن فیلم، دو ترانه به‌نام «بهترین قسمت» و «از خودم متنفرم» نوشت و اجرا کرد. در فیلم زندگی‌نامه‌ای اوپنهایمرِ کریستوفر نولان که در آن کیلین مورفی نقش اصلی جی. رابرت اوپنهایمر را داشت، پیو نقش مکمل عضو حزب کمونیست ایالات متحده آمریکا، یعنی جین تاتلاک را بازی کرد. دن جولین از مجلهٔ امپایر عقیده داشت که او «با ظرافتِ تمام، بر سکانس‌های معدودش تسلط دارد». اوپنهایمر بالغ بر ۹۶۰ میلیون دلار در جهان فروش داشت و پرفروش‌ترین اکران پیو شد.
پیو در ادامه نقش شاهدخت ایرالان را در تلماسه: بخش دو (دنبالهٔ فیلم علمی تخیلی محصول ۲۰۲۱) بازی کرد. او مقابل اندرو گارفیلد در فیلم عاشقانهٔ ما در زمان زندگی می‌کنیم به ایفای نقش پرداخت. او برای این نقش موهای سر خود را کامل تراشید.

## وجههٔ عمومی

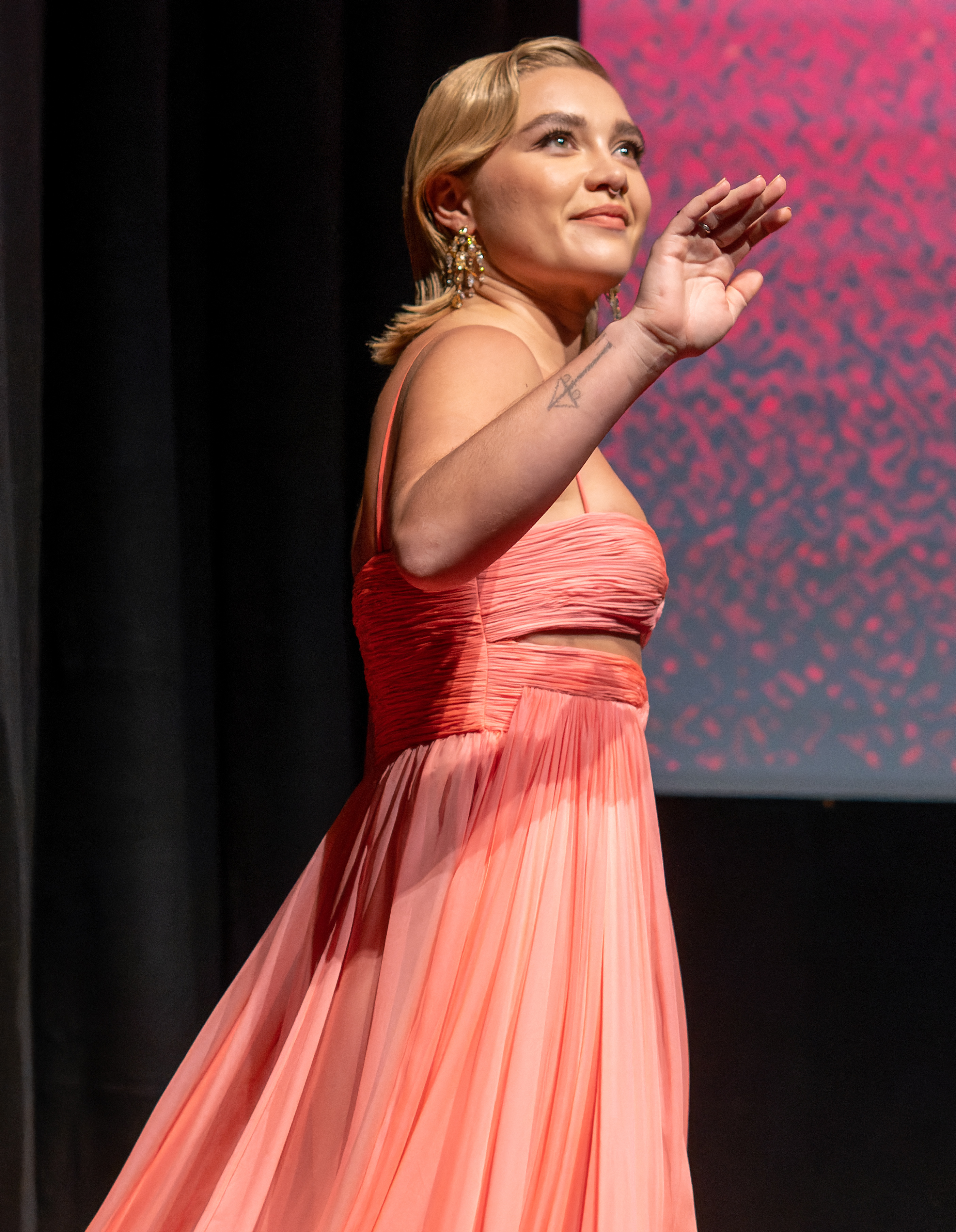
پیو در ۲۰۲۲

پیو بابت اهمیت به لباس‌هایش و توانایی ست کردن آن مشهور است، به‌طوری که نشریاتی مانند هارپرز بازار و بریتیش ووگ انتخاب‌های مد او را «جسور»، «بی‌پروا» و «منحصر به فرد» توصیف کرده‌اند. در جریان یکی از نمایش‌های ولنتینو در ۲۰۲۲، او لباس مجلسی صورتی‌رنگ بدن‌نمایی پوشیده بود که منجر به واکنش شدیدی شد زیرا نوک سینه‌هایش مشخص بود. در پاسخ به این واکنش، او در اینستاگرام از انتخاب و بدنش دفاع کرد. سال بعد، او لباس بدن‌نمای دیگری را در مراسم ولنتینو پوشید.
در سال ۲۰۱۹، نام پیو در فهرست سالیانهٔ رده‌بندی سرگرمی ۳۰ شخص زیر ۳۰ سال فوربز مجلهٔ فوربز که ۳۰ فرد با نفوذ زیر ۳۰ سال در اروپا را به رسمیت می‌شناسد، گنجانده شد. در سال ۲۰۲۱، مجلهٔ تایم نام او را در رده‌بندی هنرمندان فهرست ۱۰۰تای بعدی که ستارگان و پیشگامان نوظهور در عرصه‌های خودشان را برگزیده می‌کند، قرار داد. در سال ۲۰۲۳، این مجله نام او را در فهرست رهبران نسل بعدی خود قرار داد. در نظرسنجی سال ۲۰۲۲ مجلهٔ امپایر، پیو از سوی خوانندگانِ این مجله به‌عنوان یکی از ۵۰ بازیگر بزرگ تاریخ انتخاب شد. این مجله او را «یکی از خیلی خوب‌های نسل خود» نامید و موفقیتش را به ایجاد «همذات‌پنداری اساسی با شخصیت‌هایش» نسبت داد.

## زندگی شخصی و کارهای دیگر
پیو از ۲۰۱۹ تا ۲۰۲۲ با بازیگر و فیلم‌ساز آمریکایی زک برف در رابطه بود. این دو هنگامی که با هم روی فیلم کوتاه در زمانی که طول می‌کشد تا موفق شوی کار می‌کردند با یکدیگر آشنا شدند. برف کارگردان این فیلم بود. آن دو با هم در لس آنجلس زندگی می‌کردند.
از ۲۰۱۳ تا ۲۰۱۶، پیو تحت نام فلوسی رز ترانه‌هایی را بازخوانی می‌کرد و در کانال یوتیوب خود به اشتراک می‌گذاشت. در سال ۲۰۲۰، او در مجموعهٔ بازیگری برای یک علت برای مطالعهٔ زندهٔ نمایش‌نامهٔ این جوانان ما نوشتهٔ کنت لونرگان شرکت کرد تا در جمع‌آوری بودجهٔ بنیاد صنعت سرگرمی، یک سازمان غیرانتفاعی، در طول همه‌گیری کووید-۱۹ شرکت کند. پیو در ترانه «نیمه‌شب» از برادرش که در مه ۲۰۲۱ منتشر شد، حضور داشت.

## فیلم‌شناسی
| به آثاری اشاره دارد که در حال حاضر منتشر نشده‌اند | به آثاری اشاره دارد که در حال حاضر منتشر نشده‌اند |

### فیلم
| سال  | عنوان                             | نقش                    | توضیحات                | منا.   |
| ---- | --------------------------------- | ---------------------- | ---------------------- | ------ |
| ۲۰۱۴ | سقوط کردن                         | ابی مورتیمر            |                        | [ ۷ ]  |
| ۲۰۱۵ | بهشت گمشده؟                       | ایو                    | فیلم کوتاه             | [ ۷۸ ] |
| ۲۰۱۶ | لیدی مکبث                         | کاترین لستر            |                        | [ ۱۷ ] |
| ۲۰۱۸ | مسافر همیشگی                      | گوئن                   |                        | [ ۷۹ ] |
| ۲۰۱۸ | پادشاه یاغی                       | الیزابت دی برگ         |                        | [ ۲۲ ] |
| ۲۰۱۸ | بدخواه                            | آنجلا سایرز            |                        | [ ۸۰ ] |
| ۲۰۱۸ | لیدینگ لیدی پارتز                 | خودش                   | فیلم کوتاه             | [ ۲۱ ] |
| ۲۰۱۹ | مبارزه با خانواده‌ام               | سارایا «پیج» نایت      |                        | [ ۲۸ ] |
| ۲۰۱۹ | در زمانی که طول می‌کشد تا موفق شوی | لوسیل                  | فیلم کوتاه             | [ ۷۳ ] |
| ۲۰۱۹ | میدسامر                           | دانی آردور             |                        | [ ۳۲ ] |
| ۲۰۱۹ | زنان کوچک                         | ایمی مارچ              |                        | [ ۳۵ ] |
| ۲۰۲۰ | پدر عروس بخش ۳                    | مگان بنکس              | فیلم کوتاه             | [ ۸۱ ] |
| ۲۰۲۱ | بیوه سیاه                         | یلنا بلووا / بیوه سیاه |                        | [ ۳۹ ] |
| ۲۰۲۲ | نگران نباش عزیزم                  | آلیس                   |                        | [ ۴۵ ] |
| ۲۰۲۲ | شگفتی                             | لیب رایت               |                        | [ ۴۶ ] |
| ۲۰۲۲ | گربه چکمه‌پوش: آخرین آرزو          | گلدیلاکس               | صداپیشه                | [ ۵۱ ] |
| ۲۰۲۳ | یک آدم خوب                        | آلیسون                 | همچنین تهیه‌کننده       | [ ۵۳ ] |
| ۲۰۲۳ | اوپنهایمر                         | جین تاتلاک             |                        | [ ۵۶ ] |
| ۲۰۲۳ | پسرک و هرون                       | کیریکو                 | صداپیشه؛ دوبلهٔ انگلیسی | [ ۸۲ ] |
| ۲۰۲۴ | تلماسه: بخش دو                    | پرنسس ایرولان          |                        | [ ۵۸ ] |
| ۲۰۲۴ | ما در زمان زندگی می‌کنیم           | آلموت                  |                        | [ ۵۹ ] |
| ۲۰۲۵ | تاندربولتز*                       | یلنا بلووا / بیوه سیاه |                        | [ ۸۳ ] |
| ۲۰۲۶ | انتقام‌جویان: روز نابودی           | یلنا بلووا / بیوه سیاه |                        | [ ۸۴ ] |
| ۲۰۲۶ | تلماسه: بخش سه                    | پرنسس ایرولان          |                        | [ ۸۵ ] |

### تلویزیون
| سال  | عنوان                     | نقش                    | توضیحات              | منا.   |
| ---- | ------------------------- | ---------------------- | -------------------- | ------ |
| ۲۰۱۵ | استدیو سیتی               | کت                     | قسمت آزمایشی پخش‌نشده | [ ۷ ]  |
| ۲۰۱۶ | مارسلا                    | کارا تامس              | ۳ قسمت               | [ ۱۶ ] |
| ۲۰۱۸ | شاه لیر                   | کوردلیا                | فیلم تلویزیونی       | [ ۷ ]  |
| ۲۰۱۸ | دخترک درامر               | چارمین «چارلی» راس     | مینی‌سریال            | [ ۲۴ ] |
| ۲۰۲۱ | هاکای                     | یلنا بلووا / بیوه سیاه | مینی‌سریال            | [ ۴۴ ] |
| ۲۰۲۲ | غیرقابل کنترل با بر گریلس | خودش                   | قسمت: «فلورنس پیو»   | [ ۸۶ ] |
| ۲۰۲۳ | منابع انسانی              | سارا کرامبورن          | صداپیشه؛ ۴ قسمت      | [ ۸۷ ] |
| ۲۰۲۵ | زامبی‌های مارول            | یلنا بلووا             | صداپیشه              | [ ۸۸ ] |
| TBA  | شرق بهشت                  | کتی ایمز               |                      | [ ۸۹ ] |

## دیسکوگرافی

### تک‌آهنگ
| عنوان                                      | سال  | آلبوم             |
| ------------------------------------------ | ---- | ----------------- |
| «نیمه‌شب» (توبی سباستین با حضور فلورنس پیو) | ۲۰۲۱ | تک‌آهنگ فاقد آلبوم |

### موسیقی متن
| سال  | ترانه            | فیلم       | منا.   |
| ---- | ---------------- | ---------- | ------ |
| ۲۰۲۳ | «بهترین قسمت»    | یک آدم خوب | [ ۵۵ ] |
| ۲۰۲۳ | «از خودم متنفرم» | یک آدم خوب | [ ۵۵ ] |

## افتخارات
پیو نامزد یک جایزهٔ اسکار و دو جایزهٔ فیلم بفتا بوده‌است. او برای زنان کوچک نامزد جایزهٔ اسکار و بفتا در رشتهٔ بهترین بازیگر نقش مکمل زن شد. او یک بار نیز نامزد جایزهٔ ستارهٔ نوظهور بفتا شد. نقش‌آفرینی در لیدی مکبث و زنان کوچک به‌ترتیب برای او برد جایزهٔ فیلم ایندیپندنت بریتانیا و یک نامزدی از همین جایزه به همراه داشت. در جشنوارهٔ فیلم کن ۲۰۱۹، به پیو جایزهٔ شوپارد اهدا شد.